# Castle Falls
Castle Falls は 2021 年のアメリカのアクション スリラー映画で、ドルフ ラングレンが 2010 年以来初めて監督を務めた [2] 。 この映画には、スコット・アドキンス、ジム・チャンドラー、キム・デロンギ、デイブ・ホールズ、ロバート・バーリン、ラングレンの実在の娘アイダ・ラングレンが共演しています。 